# Pedro Martínez Montávez
Pedro Martínez Montávez (Jódar, Jaén, 30 de junio de 1933-Madrid, 14 de febrero de 2023) fue un catedrático español, especialmente reconocido por sus estudios de la cultura árabe.

## Biografía
Tras realizar su licenciatura en filología, fue entre 1958 y 1962 director del Centro Cultural Hispánico (actual Instituto Cervantes) de El Cairo, y al mismo tiempo director de la Sección de Español en la Facultad de Lenguas de la universidad cairota. Se doctoró en filología semítica por la Universidad Complutense de Madrid, donde fue profesor entre 1962 y 1969.
Obtuvo la cátedra de Historia del Islam en la Universidad de Sevilla, donde ejerció entre 1970 y 1971, para trasladarse luego a la Universidad Autónoma de Madrid, donde ha desarrollado toda su carrera docente e investigadora. Fue Rector de la UAM entre 1978 y 1982. Fue, además, Decano de la Facultad de Filosofía y Letras, Director del departamento de Árabe e Islam y Director del Instituto de Estudios Orientales y Africanos, entre otros numerosos cargos y distinciones a lo largo de su vida.
Fue miembro de la Academia de la Lengua Árabe de Amán y ha sido presidente de la Asociación de Amigos del Pueblo Palestino.
Su trabajo se ha centrado en el campo del pensamiento y la literatura árabe contemporáneas, terreno en el que ha sido precursor dentro del arabismo español, más centrado hasta entonces en el estudio del legado andalusí y en la lengua árabe como lengua clásica. Pedro Martínez Montávez ha sido crucial para dar a conocer al público hispanohablante a autores contemporáneos como Naguib Mahfuz, Nizar Qabbani, Mahmud Darwish y otros muchos. Es autor, entre otras obras, de Poesía árabe contemporánea (1958); Poemas amorosos árabes, antología de Nizar Qabbani (1965); Poetas palestinos de resistencia (1974); Perfil del Cádiz hispanoárabe (1974); Exploraciones en literatura neoárabe (1977); Ensayos marginales de arabismo (1977), El poema es Filistín. Palestina en la poesía árabe actual (1980), Introducción a la literatura árabe moderna (1985) o Literatura árabe de hoy (1990). 
Fue Hijo Predilecto de Jódar desde 1983 por un acuerdo unánime del Ayuntamiento, así como Escudo de Oro de la ciudad de Jódar, su calle natal, la antigua Vistahermosa, lleva desde 1987 su nombre, así como el Aula Magna del Instituto de Bachillerato "Juan López Morillas" de Jódar. Gracias a la Asociación Cultural "Saudar" fue conocido por sus paisanos su trayectoria, al ser la primera entidad local que le tributó un reconocidísimo homenaje al nombrarlo "Socio de Honor" de la misma en 1983.
Fue miembro del Consejo Asesor de la Casa Árabe.
En el año 2010 recibió la Medalla de Oro de Andalucía, concedida por la Junta de Andalucía.

## Obras (libros)
- Introducción a la literatura árabe moderna. Madrid: Revista "Almenara", 1974. ISBN 84-400-6990-1
- Perfil del Cádiz hispano-árabe. Cádiz: [s.n., 1974]. ISBN 84-500-6306-X
- El mawwál egipcio: expresión literaria popular. Serafín Fanjul García, Pedro Martínez Montávez. Madrid: Instituto Hispano-Árabe de Cultura, 1976. ISBN 84-600-0693-X
- La controversia ideológica nacionalismo árabe nacionalismos locales. Oriente 1918-1952: estudio y textos. Carmen Ruiz Bravo-Villasante, Pedro Martínez Montávez. Madrid: Instituto Hispano Árabe de Cultura, 1976. ISBN 84-600-6934-6
- Ensayos marginales de arabismo. Madrid: Universidad Autónoma de Madrid, 1977. ISBN 84-600-0967-X
- Exploraciones en literatura neoárabe. Madrid: Instituto Hispano-Árabe de Cultura, 1977. ISBN 84-85290-01-1
- El Islam. Barcelona: Salvat, 1981. ISBN 84-345-7952-9
- Ensayos de crítica literaria: Taha Husayn, Pedro Martínez Montávez, Aurora Cano Ledesma. Madrid: Instituto Egipcio de Estudios Islámicos, 1983. ISBN 84-500-8817-8
- Escritos sobre literatura palestina. Madrid: Tiempo de Ediciones, D.L. 1984. ISBN 84-7582-011-5
- Poesía árabe actual: (antología de poemas). Pedro Martínez Montávez (trad.), Rosa Isabel Martínez Lillo (col.), Carmen Ruiz Bravo-Villasante (col.), Miguel Rodríguez Acosta (il.). Torremolinos, Málaga: Revista Litoral y Madrid: Visor Libros, 1985.
- El Islam. Barcelona: Salvat, [1985]. ISBN 84-345-7851-4
- Introducción a la literatura árabe moderna. Madrid: CantArabia, 1985. ISBN 84-86514-00-2
- Mi experiencia poética. Abd al-Wahhab Al-Bayati, Carmen Ruiz Bravo-Villasante, Pedro Martínez Montávez. Madrid: CantArabia, 1986. ISBN 84-86514-02-9
- Mahoma (Washington Irving). Biblioteca Salvat de Grandes Biografías. Madrid: Salvat, 1986. ISBN 84-345-8212-0
- 15 siglos de poesía árabe: poesía clásica oriental, poesía arábigo andaluza, poesía árabe actual. Pedro Martínez Montávez (trad.), Miguel Rodríguez Acosta (il.), Rosa Isabel Martínez Lillo (col.). [Málaga]: Litoral, 1989. https://unesdoc.unesco.org/ark:/48223/pf0000082014
- Literatura árabe de hoy. Madrid: CantArabia, 1990. ISBN 84-86514-13-4
- El Islam. Barcelona: Salvat, D.L. 1991. ISBN 84-345-4110-6
- Gacela de Al-Andalus: (textos contemporáneos traducidos del árabe). Rosa Isabel Martínez Lillo, Pedro Martínez Montávez. [Málaga]: Ateneo de Málaga, 1992.
- Al-Andalus, España, en la literatura árabe contemporánea: la casa del pasado. Málaga: Arguval, D.L. 1992. ISBN 84-86167-64-7
- Al-Andalus, España, en la literatura árabe contemporánea: la casa del pasado. Madrid: Fundación MAPFRE, 1992. ISBN 84-7100-399-6
- Introducción a la literatura árabe moderna. Granada: Servicio de Publicaciones de la Universidad, 1994. ISBN 84-338-1904-6
- Pensando en la historia de los árabes. Madrid: Cantarabia, 1995. ISBN 84-86514-33-9
- El reto del islam: la larga crisis del mundo árabe contemporáneo. Madrid: Temas de Hoy, 1997. ISBN 84-7880-861-2
- Mundo árabe y cambio de siglo. Granada: Universidad de Granada, 2005. ISBN 84-338-3224-7
- Pretensiones occidentales, carencias árabes. Madrid: CantArabia, 2008. ISBN 978-84-86514-52-5
- Significado y símbolo de Al-Andalus. Almería: Fundación Ibn Tufayl de Estudio Árabes, 2011. ISBN 978-84-936751-7-2
- En las fronteras del prólogo: ver lo árabe a través de otros ojos. Pedro Martínez Montávez; Rosa Isabel Martínez Lillo (pr.). Madrid: CantArabia, 2017. ISBN 9788486514686